# Apterichtus australis
Australis Apterichtus es una especie de ofíctido nativa del sur del Océano Pacífico, donde se distribuye alrededor del grupo de las islas de Rapa, Pitcairn, Pascua y las Kermadec. Se puede encontrar a profundidades de entre 12 y 100 metros (39 a 328 pies), habitando en zonas arenosas cerca de las rocas o arrecifes de coral. Esta especie puede alcanzar una longitud de 40 centímetros (16 pulgadas) de largo total.

## Etimología
El epíteto de la especie "australis" hace referencia al sur (en latín: australis) debido a su distribución.